# Le Orme
Le Orme sono un gruppo musicale di rock progressivo italiano nato negli anni sessanta a Venezia come gruppo beat.
Insieme con New Trolls, Premiata Forneria Marconi e Banco del Mutuo Soccorso rappresentano i principali esponenti del rock progressive italiano e hanno raggiunto una significativa notorietà internazionale durante gli anni 1960-70.

## Storia del complesso

### Il periodo beat-psichedelico: 1966-1970

#### La nascita e l'origine del nome
Il primo nucleo del complesso si formò a Marghera, periferia industriale di Venezia, su iniziativa del chitarrista veneziano Nino Smeraldi e del ventunenne muranese Aldo Tagliapietra, fresco di vittoria di un concorso per giovani cantautori e insoddisfatto dell'ensemble con cui suonava, i "Corals", la tipica cover band della fine degli anni sessanta. Fu così che, insieme al bassista Claudio Galieti e al batterista Marino Rebeschini venne fondato il complesso Le Orme.
Il primo nucleo aveva inizialmente scelto di chiamarsi "Le Ombre", in omaggio agli inglesi Shadows, passione comune del quartetto ma, secondo la versione ufficiale, i quattro optarono invece per "Le Orme", per evitare ironici doppi sensi, in quanto "ombra" in lingua veneta significa anche "bicchiere di vino" (dal veneto n'ombra de vin, un bicchiere di vino). Inoltre all'epoca già esisteva in Veneto un complesso emergente con quel nome.

#### I primi singoli eAd Gloriam
Rifiutata dalla Emi per la quale aveva fatto un casting, questa prima formazione incise un unico singolo, Fiori e colori (1967), prodotto da Tony Tasinato per la CAR Juke Box del maestro Carlo Alberto Rossi. Il singolo, secondo la moda dell'epoca, fu inciso anche in lingua inglese col titolo Flowers and Colours.
Appena un giorno dopo la pubblicazione, Rebeschini abbandonò la formazione per adempiere agli obblighi di leva e venne sostituito alla batteria da Michi Dei Rossi, proveniente dal complesso degli Hopopi, all'epoca la band di punta della scena veneziana, la quale aveva appena partecipato al Festival Beat di Liverpool su invito dei Los Bravos.
Nel 1968 Le Orme, acquisita una certa fama grazie alle loro esibizioni dal vivo nell'allora rinomato locale Piper di Roma, incisero un nuovo singolo, Senti l'estate che torna. Con questo pezzo, anch'esso pubblicato pure in inglese col titolo Summer Comin', parteciparono al concorso canoro "Un disco per l'estate": per questa partecipazione fu ingaggiato un nuovo tastierista Tony Pagliuca, che era stato il fondatore dei disciolti Hopopi.
Alla fine dello stesso anno i cinque entrarono in sala di incisione per registrare il disco di debutto, Ad gloriam. Come diceva il titolo, il 33 giri fu inciso solamente "per la gloria", in quanto i cinque erano ben consci che l'operazione era rischiosa e che l'opera avrebbe avuto uno scarso riscontro commerciale, come infatti avvenne, e questo causò la fine dei rapporti con la CAR.

#### La svolta alternativa
Nel 1969 gli obblighi di leva costrinsero anche Galieti all'abbandono: fu lo stesso Tagliapietra a sostituirlo al basso. Dei Rossi, anch'esso chiamato alle armi, rimase comunque in formazione, venendo sostituito per un breve periodo da Dave Baker, inglese, con il quale incisero prima il singolo Irene e quindi due provini, che dovevano rimanere provini, una breve riproposizione del Concerto brandeburghese n. 3 di Johann Sebastian Bach e Blue Rondò à la Turk, standard di Dave Brubeck.
L'incisione di questo singolo rappresentò, di fatto, la genesi del rock progressivo italiano, ma fu pubblicata solamente nel 1973 in quanto nel 1969 non fu considerato adatto al pubblico italiano. Questi due pezzi segnarono inoltre la svolta musicale del gruppo che abbandonava così per sempre le facili note del Beat.
In quel periodo il gruppo incise e pubblicò altri 45 giri, i quali furono raccolti in L'aurora delle Orme, una sorta di compilation che, essendo uscita senza l'autorizzazione del gruppo, fu presto ritirata dal mercato: verrà ripubblicato solo molti anni dopo.
Le divergenze di opinione tra Pagliuca, che voleva incentrare il suono del gruppo sulla tastiera, e Smeraldi, che voleva invece puntare sulla propria chitarra solista, fu la causa dell'uscita di quest'ultimo.
Smeraldi non fu sostituito, e così il gruppo in breve tempo si trovò da quintetto a terzetto, ovvero in quella che viene generalmente identificata come la "formazione classica": Tagliapietra al basso, chitarre e voce, Pagliuca alle tastiere e Dei Rossi alla batteria.

### Il periodoprogressive: 1970-1978
Dopo l'uscita di Smeraldi, Pagliuca è il primo dei musicisti italiani ad intuire che la musica beat è ormai al tramonto e che il nuovo pop sinfonico proveniente dal Regno Unito sarà a breve un successo anche in Italia. Ne avrà conferma nel suo primo viaggio a Londra dove incontra Armando Gallo, giornalista-fotografo della rivista specializzata Ciao 2001, che lo introduce nella Londra post Beatles popolata da gruppi come Quatermass, The Nice, Yes, e Emerson, Lake & Palmer. Tornato a Venezia convince i compagni de Le Orme (Aldo Tagliapietra e Michi dei Rossi) a sperimentare e sviluppare nuovi linguaggi musicali.
Nel 1970 i componenti del gruppo si recarono all'Isola di Wight, per vedere la nuova onda rock al Festival del 1970. I tre giovani musicisti veneti rimasero folgorati dall'esibizione del trio prog rock Emerson, Lake & Palmer, al punto che decisero di portare il genere in Italia.
Pertanto virarono verso il progressive producendo, a cadenza annuale, gli album Collage (1971), Uomo di pezza (1972), Felona e Sorona (1973) e Contrappunti (1974).

#### CollageeUomo di pezza
Il terzetto cambiò quindi etichetta discografica, passando prima alla Telegram (un'affiliata della Phonogram) e quindi alla Philips Records, con la quale realizzò il singolo Il profumo delle viole e, nel 1971, l'album Collage.
Il disco, realizzato con l'apporto decisivo del produttore Gian Piero Reverberi, e molto influenzato dall'ascolto dei Quatermass, è convenzionalmente considerato il primo disco di rock progressivo italiano, e fece da apripista a questo "nuovo" genere musicale che da lì a pochissimo tempo avrebbe imperversato in tutto il paese.
Il disco è caratterizzato dalle sonorità tipiche del genere con utilizzo massiccio di tastiere. I brani Era inverno e Morte di un fiore parlano rispettivamente di prostituzione e di una morte violenta (dovuta forse a overdose): sarà una caratteristica piuttosto costante del gruppo il voler affrontare, con le proprie canzoni, tematiche scottanti o, all'epoca, piuttosto tabù.
Nel 1972, dopo un periodo di riposo in Sardegna, Le Orme realizzarono l'album Uomo di pezza, una sorta di concept album che sarà uno dei loro maggiori successi, e il primo loro disco d'oro. Questo soprattutto grazie al 45 giri Gioco di bimba, che racconta sotto forma di fiaba una delicata e spesso incompresa storia d'amore tra due giovani innamorati. Una novità portata da questo disco è la copertina, per la quale per la prima volta in Italia viene ingaggiato un pittore, Walter Mac Mazzieri. Nello strumentale Alienazione emerge a pieno l'influenza di gruppi come Emerson, Lake & Palmer.
A partire dal dicembre dello stesso anno Peter Hammill, leader dei Van der Graaf Generator, partecipò come ospite fisso nel tour teatrale del gruppo.

#### Felona e SoronaeContrappunti

Copertina di Felona e Sorona

Nel 1973, anno d'oro del rock progressivo, anche Le Orme pubblicarono il loro primo vero e proprio concept album: Felona e Sorona, disco a tema cosmico su due pianeti opposti e complementari. Questo 33 giri conquistò velocemente i primi posti nelle classifiche di vendita italiane, valendo a Le Orme il secondo disco d'oro. Oggi è considerato da molti come il vertice artistico del gruppo, anche se all'epoca una parte della critica musicale lo bollò come "ingenuo".

Le Orme nel 1973 con i Genesis: sopra Dei Rossi, Mike Rutherford, Steve Hackett, Peter Gabriel e Tony Banks; sotto Pagliuca, Tagliapietra e Phil Collins

Una versione in inglese, con testi di Peter Hammill, fu pubblicata nello stesso anno dall'importantissima etichetta discografica Charisma, con la quale pubblicavano giganti del rock progressivo come i già citati Van der Graaf Generator o i Genesis. In seguito pare che Hammill disconoscesse l'operazione, che ha tra le sue pecche la difficoltà di rendere in inglese il significato dei testi e l'interpretazione non sempre convincente di Tagliapietra al canto.
Il disco ebbe un certo riscontro nel mercato inglese, e Le Orme arrivarono così al loro primo tour nel Regno Unito, suonando tra l'altro al celebre Marquee Club.
Fu in quel periodo di grande successo per il gruppo che la CAR Juke Box, vecchia casa discografica del gruppo, pensò di battere il ferro finché era caldo pubblicando il singolo Blue rondo a la turk/Concerto n. 3 inciso nel 1969: ciò avvenne nonostante l'opposizione del gruppo che però, dal punto di vista legale, non poté procedere in alcun modo.
Il 17 gennaio 1974 Le Orme suonarono al Teatro Brancaccio di Roma: l'esibizione fu registrata da un dirigente italiano della Phonogram, Ronny Thorpe, allo scopo di pubblicare un album dal vivo. Il gruppo, inizialmente contrario all'idea, fu convinto dalla promessa poi non mantenuta di vendere il disco a prezzo ridotto. Dalla versione finale del disco In concerto, il primo live in assoluto della storia del rock progressivo italiano, furono eliminati alcuni brani mal registrati, salvando però l'inedito in lingua inglese Truck of Fire, che non sarà mai inciso in sala di registrazione.

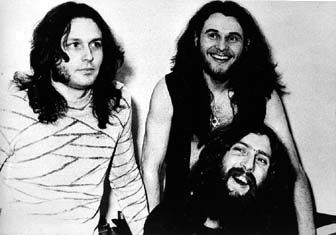
Le Orme nel 1973; in alto Aldo e Michi; in basso, Tony.

Dopo un viaggio di Pagliuca, Tagliapietra e Reverberi all'isola di Ceylon viene inciso Contrappunti, album che segna una nuova svolta nel sound del gruppo, che ne esce più oscuro e ricercato. Il disco piacerà più ai critici che al pubblico.
Tra i brani presenti Frutto acerbo, mentre La fabbricante d'angeli è un brano che prende posizione contro l'aborto clandestino, e implicitamente dunque a favore di quello legale, nonostante i componenti del gruppo si siano sempre dichiarati cattolici.

#### La fase in chiave rock

Copertina di Smogmagica

Nel 1975 fu pubblicata negli Stati Uniti d'America una raccolta dal titolo Beyond Leng: i brani, pur essendo in versione originale, vengono titolati in inglese.
L'insuccesso commerciale di Contrappunti aveva però lasciato il segno: per riconquistare popolarità il gruppo dovette perciò scendere a compromessi con la casa discografica e partecipare al Festivalbar 1975 con l'orecchiabile singolo Sera, inedito su LP. Una breve crisi interna al gruppo terminò con la decisione, inizialmente osteggiata da Tagliapietra, di ingaggiare un chitarrista.
La scelta cadde sull'allora sconosciuto ventiquattrenne trevigiano Tolo Marton: con lui alla chitarra elettrica e all'armonica a bocca venne inciso, a Los Angeles, l'album Smogmagica. Il disco contiene tra l'altro Amico di ieri, il singolo estratto, e Laserium Floyd, dichiarato omaggio ai Pink Floyd. Su tutti i brani emerge la spiccata personalità di Marton, ma le sonorità blues rock del disco non piaceranno ad una parte dei fan di vecchia data. La copertina dell'album è opera di Paul Whitehead, già autore per Genesis, Van der Graaf Generator e altri.

Le ultime vicissitudini del gruppo avevano lasciato il segno: da una parte Tagliapietra, Pagliuca e Dei Rossi volevano misurarsi come musicisti alternativi, ma dall'altra non potevano prescindere dagli interessi economici dei discografici. Il dover scendere a compromessi con chi li voleva "gruppo commerciale" sarà la causa della seconda grande crisi del gruppo, che arriverà da lì a qualche anno.
In quest'ottica è da leggersi l'idea di Pagliuca di allestire un nuovo spettacolo, chiamato "Rock-Spray", in cui si voleva, non senza una certa dose di autoironia, prendere in giro i grandi della musica rock, anticipando quindi di quasi vent'anni certi aspetti dello ZooTV Tour degli U2. La scelta non piacque a Marton, che per questo abbandonò il gruppo dopo neanche un anno di militanza e praticamente nessuna esibizione dal vivo: negli anni a venire diventerà uno dei più apprezzati chitarristi a livello mondiale, mentre il suo posto nelle Orme verrà preso dal neanche diciannovenne Germano Serafin, anch'esso di Treviso.
Serafin debuttò al Festivalbar 1976, al quale il gruppo partecipò con Canzone d'amore, altro pezzo destinato alle radio che ebbe un buon riscontro di vendite, toccando i primi posti della Hit parade, grazie a ritmi e a melodie fresche, accattivanti e rockeggianti.
Sempre al 1976 risale l'incisione, nel famoso Nemo Studios allestito dal musicista greco Vangelis a Londra, di Verità nascoste, un album in cui alcuni brani sono dedicati questa volta ai pericoli delle sostanze stupefacenti. Il disco, trascinato dal singolo Regina al Troubadour/Verità nascoste, segnò in parte un ritorno al passato e riavvicinò i fan al gruppo, superando le vendite di Contrappunti e Smogmagica. Per la prima volta Reverberi non collaborò alle incisioni. La versione inglese dell'album Hidden truth's oppure Secret truth's, non vedrà mai la luce.
In quel periodo storico, i gusti musicali del pubblico andavano modificandosi, e l'imminente esplosione della musica punk, della new wave e della disco music avrebbe ben presto mandato in crisi la stragrande maggioranza dei gruppi progressive e dei cantautori tanto in voga fino ad allora. Il gruppo quindi annunciò che il loro nuovo disco, Storia o leggenda avrebbe rappresentato "la fine di un ciclo".

### Il periodo classicheggiante: 1979-1980
I discografici spronarono quindi i quattro ad adeguarsi alle mode in quelle che sarebbero state le future registrazioni. La reazione dei quattro fu opposta: interruppero i concerti e si concentrarono a studiare gli strumenti tipici della musica classica, per poi incidere nel 1979 Florian, dal nome del celeberrimo bar in Piazza San Marco a Venezia. Si tratta di un disco etichettabile come "Musica da camera", che per questo ebbe meno successo commerciale dei due precedenti.
Tra i brani dell'album Fine di un viaggio è l'amara consapevolezza della fine di un'epoca nella musica. Nel ritornello Tagliapietra canta "Cambia mister Tambourine man / A me non servi più": il mister Tamburino di Bob Dylan verrà ripreso due anni dopo in Bandiera bianca di Franco Battiato, probabile citazione di questo pezzo.
Florian ebbe una leggera flessione delle vendite e questo fatto creò un evidente disaccordo. Pagliuca e Serafin erano decisi e convinti che prima o dopo il nuovo genere avrebbe raccolto i consensi, ma Tagliapietra si oppose al punto di aprire una vera e propria crisi. La Polygram pretendeva per contratto un altro disco e le Orme lo onorarono dando alle stampe Piccola rapsodia dell'ape (1980). Un lavoro composto con poco entusiasmo, ad esclusione di Germano Serafin che scrisse gran parte delle musiche ma che portò allo scioglimento anche se non ufficialmente del gruppo. Germano Serafin abbandonerà definitivamente la chitarra per il violino, e suonerà con Le Orme soltanto in un'altra occasione, la festa del ventennale (1987): scomparirà prematuramente nel 1992.
Uno scherzo del destino vorrà invece che di lì a poco il produttore artistico Gian Piero Reverberi raggiungesse il successo mondiale suonando proprio musica cameristica con i Rondò Veneziano.

### La svolta elettropop e la crisi: 1981-1992

#### Partecipazioni a Sanremo e la prima separazione
Dato il disaccordo sullo stile musicale i tre musicisti decisero di fare l'ultimo disco insieme e accettarono la proposta di una nuova major, la D.D.D., di partecipare al Festival di Sanremo 1982 con il brano Marghera, tramutato poi in Marinai; in seguito ad una polemica interna, Pagliuca si ritirò da Sanremo costringendo i compagni ad esibirsi nella serata finale con al suo posto il produttore Roberto Colombo.
Dopo la kermesse ligure, il gruppo incise Venerdì, disco permeato dalle sonorità tipiche dell'epoca new romantic, con uno spiccato ricorso all'elettronica. Tutti i brani del disco sono firmati, oltre che da Tagliapietra e Pagliuca, anche da autori esterni al gruppo, e in particolare da Alberto Salerno, autore dei testi. A ottobre quindi parteciparono a Premiatissima '82, una competizione musicale televisiva della giovane emittente televisiva Canale 5.
Nel 1983 Le Orme chiudono con la D.D.D. pubblicando il singolo Rosso di sera/Sahara. Viene realizzato pure un videoclip, il primo del gruppo, in cui si vede perfino Michi Dei Rossi con un sintetizzatore in mano, il celebre Casio VL-1, invece che la batteria.
Nel 1984 Tagliapietra incise il primo disco solista, ...nella notte, al quale partecipano Dei Rossi, ma non Pagliuca, Tolo Marton e Michele Bon, futuro componente.
Il gruppo, di fatto, non esisteva più e nel 1986 ancora Ronny Thorpe fece incidere illegalmente in Giappone il raro Orme Live, unica registrazione esistente del tour Rock-Spray con Germano Serafin. Visto il successo del disco nella terra del Sol Levante, poco tempo dopo uscì anche il bootleg Rarità nascoste, spesso pubblicato con il titolo C'era un volto. Nello stesso periodo il gruppo riprendeva ad esibirsi dal vivo, e veniva contattato dalla Baby Records con la proposta di tornare una seconda volta ad esibirsi sul palco del Teatro Ariston.
Nel 1987 quindi i tre parteciparono di nuovo al Festival di Sanremo con Dimmi che cos'è, che, nonostante il diciassettesimo posto su ventiquattro, venne giudicata la migliore canzone del festival da una giuria internazionale con sede a Bruxelles. Va detto che quell'anno facevano voti anche le schedine del Totip e ancora oggi non è chiaro come furono conteggiati quei voti.
Per il tour, sfruttando la scia del Sanremo 1987 con Gianni Maser come manager, venne ingaggiato il chitarrista Ruggero Robin di Padova. Quest'ultimo lascerà poi il gruppo per entrare nel 1988 negli Area 2 di Giulio Capiozzo.
Nello stesso anno il gruppo a Mestre festeggiò il ventennale, che vedeva il ritorno, per una sera, di Galieti, Marton e Serafin, ma non di Smeraldi.
La Baby Records, che aveva mandato le Orme a Sanremo, non ritenne utile far incidere loro un album.
Negli anni successivi il gruppo si esibì dal vivo con vari turnisti, tra cui Enrico Ulrich, Michele Bon e Francesco Sartori alle tastiere, e Giorgio Mantovan alle chitarre.
Era un periodo in cui il pubblico iniziava a riscoprire il rock sinfonico, anche grazie al cosiddetto filone neoprogressive. Il rilancio definitivo del gruppo passava nuovamente per la Philips, la casa discografica che negli "anni d'oro" aveva condiviso i successi delle Orme. Per il nuovo album, Orme, uscito nel 1990, furono imposte tra l'altro la supervisione artistica di Mogol e le partecipazioni di Angelo Branduardi e Mario Lavezzi. Fu realizzato anche il videoclip del brano L'universo.
Nello stesso anno, Tagliapietra apparve come ospite nel brano Nightstorm, estratto dall'album Ancient Afternoons della band neoprogressive Ezra Winston.

#### L'abbandono di Pagliuca
Le divergenze tra Tony Pagliuca e gli altri componenti erano cominciate già negli ultimi anni settanta; i problemi si erano accentuati dopo la fuga sanremese del 1982. Ormai insofferente al nuovo corso della band, il musicista abruzzese continuò a suonare forzatamente con Le Orme fino agli inizi del 1992, quando lasciò definitivamente la formazione. L'allontanamento di Pagliuca fu colmato con l'inserimento in pianta stabile di Michele Bon alle tastiere e Francesco Sartori al pianoforte.

### Anni novanta
Per un breve periodo il complesso scelse di cimentarsi anche con delle cover: nel 1991 partecipò a Sapore di mare, programma televisivo in cui si esibì con 4/3/1943 di Lucio Dalla e Generale di De Gregori. Nel nuovo spettacolo della band (1993) fu fatto omaggio agli altri artisti del prog italiano e internazionale e vennero inclusi anche pezzi del Banco del Mutuo Soccorso, della Premiata Forneria Marconi, dei New Trolls, di Joe Cocker, di Bob Marley, oltre a immagini e filmati per ripercorrere la storia del Rock Progressivo italiano e internazionale.
Nello stesso anno la Polygram pubblicò una costosa compilation dal titolo Antologia 1970-1980, con la rimasterizzazione in digitale dei maggiori successi del complesso, scelti però dalla major e non dagli autori; il disco ebbe un discreto successo di vendite, ma non diede, però, a Le Orme la possibilità di incidere un nuovo disco, nonostante fosse pronto molto materiale; sempre nel 1993 nacque a Spongano (LE) il Fanclub Nazionale, che verrà subito ufficializzato dai musicisti del complesso. Il Fan Club pubblicò per diversi anni una fanzine che venne inviata a iscritti, case discografiche e agenzie di spettacolo per una tiratura di duemilacinquecento copie, e negli anni a seguire fu il punto di incontro dei fan con il terzetto e l'unica fonte ufficiale di notizie, che i canali delle grandi major non diffondevano..
Nello stesso periodo sia Pagliuca che Tagliapietra pubblicarono ciascuno il proprio secondo disco solista.

#### La nuova trilogia

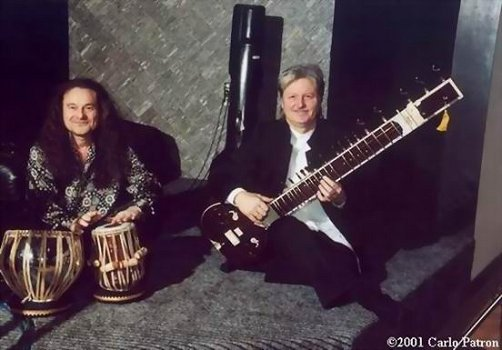
Dei Rossi e Tagliapietra nel 2001 rispettivamente con le tabla ed il sitar

L'ensemble, desideroso di poter agire senza alcuna pressione dall'alto, decise di intraprendere la strada dell'autoproduzione per i futuri album. Il primo disco di questo nuovo corso, Il fiume, uscì dopo una lunga gestazione. La Tring, etichetta indipendente a cui la band si era legata, non credeva che il disco avrebbe avuto successo, e perciò chiese e ottenne dai musicisti di incidere entro il 1997 Amico di ieri, antologia dei vecchi successi reinterpretati, per rifarsi delle potenziali perdite. Il fiume, invece, nonostante la pessima distribuzione vendette molto più del previsto: cinquantamila copie.
Nell'anno della sua uscita, il 1996, nasce un altro Fan Club in quel di Ventimiglia ad opera di Gian Piero Trifirò, grazie al quale Le Orme stabilivano un altro record diventando il primo complesso musicale italiano ad avere un proprio sito web, scoprendo di avere fervidi ammiratori in tutto il mondo. Il nuovo club mette a disposizione dei fan materiale filmato e fonografico inedito, a pagamento, che susciterà le ire dei musicisti de Le Orme i quali, disconosceranno il club e il suo fondatore, diffidandolo dal continuare nell'attività avviata. A dimostrazione della ritrovata popolarità, la band, il 23 maggio 1997 (vent'anni dopo), fu invitata a tornare a Los Angeles per partecipare al celebre ProgFest, quale unico complesso italiano. In seguito i musicisti suoneranno ancora altre volte in America, in particolare a San Francisco, Québec (Prog East), Città del Messico (Mex Prog), Mexicali (Baja Prog Fest), Buenos Aires, Rio de Janeiro (Rarf Prog Fest), Macaè e Chihuahua.
Nel 1998 Francesco Sartori, autore della celeberrima Con te partirò di Andrea Bocelli, lascia la formazione per entrare definitivamente nella Sugar, casa discografica di Caterina Caselli. Lo sostituisce il pianista e violinista Andrea Bassato, proveniente dai Mysia.

### Anni 2000

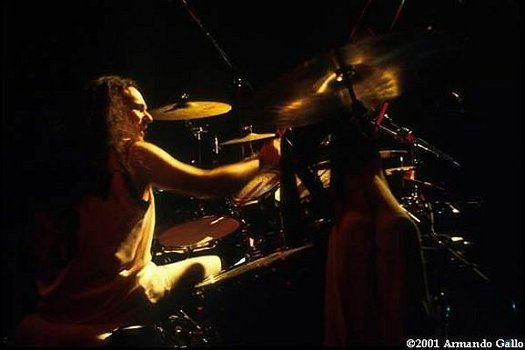
Michi Dei Rossi in concerto nel 2001

Nel 2001 e nel 2004 uscirono quelli che attualmente sono gli ultimi due album in studio del gruppo, Elementi e L'infinito: entrambi sono concept album che, insieme a Il fiume, formano una trilogia sul rapporto tra l'uomo e la natura. Musicalmente parlando rappresentano un ritorno al suono progressive degli anni settanta con una ventata di sonorità orientali grazie all'ausilio del sitar, strumento che Aldo Tagliapietra ha cominciato a suonare nel 1994 e del quale ha poi scritto un pregevole metodo di studio, non ancora pubblicato.
Nel 2005 Le Orme partecipano al Near Fest di Bethlehem, in Pennsylvania: dalla registrazione di questo concerto è stato ricavato il primo DVD del gruppo, Live in Pennsylvania, uscito nel gennaio 2008.
Nel gennaio del 2006, esce un libro interamente dedicato al gruppo, Le Orme. Storia o leggenda di Gian Piero Trifirò, non distribuito nei canali delle librerie, ma privatamente, ricco di notizie tratte soprattutto da raccolte di articoli di varie riviste – musicali e non musicali – degli anni precedenti e con molti errori ortografici e lessicali. Sicuramente di livello più alto, e denso di notizie cronologicamente inserite con appropriato linguaggio, il libro Le Orme: il mito, la storia, la leggenda di Oronzo Balzano, pubblicato dall'Editrice Bastogi (ISBN 88-8185-944-0).
Nel 2007, presso il locale SonnyBoy di San Vendemiano, in provincia di Treviso, Le Orme danno vita ad un Fan Club Ufficiale, interessandosi personalmente di ogni iniziativa. Nel frattempo, si anima un Orme revival sempre più consistente, con raduni nazionali del fan club e concerti delle loro tribute band fra cui: Evoka (Campania), Ice Green (Emilia Romagna), Piccolo Balzo Indietro (Lazio), Smogmagika (Liguria), Collage (Veneto), Prophexy (Emilia Romagna) e Nemesi (Lazio).

La tournée 2008 del gruppo è iniziata a gennaio ma senza Bassato, uscito dal gruppo: Le Orme sono tornate ad essere un trio. Nonostante le difficoltà causate dalla defezione, il gruppo ritrova per l'ennesima volta lo slancio e la motivazione per ripartire: è in programma la registrazione di un album. L'anno viene concluso in tournée insieme a Tolo Marton, che collabora alla tournée del gruppo come ospite speciale. Aldo Tagliapietra pubblica il suo lavoro solista Il viaggio.
Il 27 febbraio del 2009 il gruppo ritorna in tournée con la prima data a Pescara ancora in formazione a tre elementi, ma è già ufficiale che, a partire da maggio, un quarto elemento, il bassista/chitarrista Fabio Trentini, li affiancherà sul palco. Il gruppo promette di riproporre brani assenti da molti anni dal loro repertorio dal vivo.

#### La scissione
Alla fine del 2009, al termine di un'importante tournée in Canada, Aldo sospende la sua attività con Michi dei Rossi e con gli altri componenti. Chiede, per le vie legali, ma senza ottenerlo, che i componenti rimasti rinuncino ad usare il marchio Le Orme.
Il gruppo composto da Michi, Michele e Fabio decide di continuare e organizza una formazione estesa che comprende anche Jimmy Spitaleri (Metamorfosi) alla voce, William Dotto alla chitarra, Federico Gava al pianoforte. Così composta, questa formazione intraprende un fortunato e acclamato tour estivo, al termine del quale pubblica, tramite il Fan Club Ufficiale, il CD Progfiles - Live in Rome.

### Anni 2010
Nel 2010 Tagliapietra riallaccia i rapporti con Tony Pagliuca e, con la partecipazione di Tolo Marton (che aveva fatto parte del gruppo nell'album Smogmagica) e del batterista Charlie Bonazza, si presenta al Prog Exhibition, importante Festival svoltosi il 5-6 novembre a Roma per il quarantennale della musica progressiva in Italia. Il successo di pubblico induce il trio a sviluppare l'iniziativa: i tre, pertanto, dichiarano di voler proseguire la collaborazione e annunciano un tour di poche ma intense date, che riscuoterà grande successo di pubblico. Non potendo usare il nome storico del gruppo, i tre si presentano soltanto con i loro nomi: Tagliapietra Pagliuca Marton.
Nel 2011 viene pubblicato un altro libro sulle Orme, Ad Gloriam. Le Orme e il Beat di Oronzo Balzano (già autore del precedente libro del 2007), presso Enter Edizioni (ISBN 978-88-905822-4-0), nel quale viene analizzato tutto il periodo tra il 1966 e il 1970, appunto gli anni del beat.
Il 21 marzo 2011, presso l'Hard Rock Café di Roma, Le Orme, rappresentate da Michi Dei Rossi e Jimmy Spitaleri, con il patrocinio dell'Assessorato alle Politiche Culturali e Centro Storico di Roma Capitale, tengono una conferenza stampa nel corso della quale presentano il nuovo lavoro discografico, intitolato La via della seta, con testi di Maurizio Monti (autore, tra gli altri, dei brani Pazza idea e Amore rispettivamente portati al successo da Patty Pravo e dalla coppia Mina/Cocciante). Nei due giorni successivi, la band presenta il nuovo album dal vivo nella prestigiosa sede della "Casa del Jazz" a Roma, con tre concerti gratuiti che fanno il tutto esaurito. Segue un tour teatrale che termina il 25 aprile a Venezia.
Nel dicembre del 2011, Federico Gava lascia il gruppo che non lo sostituisce. Nel corso del 2012 la band suona più volte insieme al Banco del Mutuo Soccorso che festeggia il suo quarantennale, e partecipa a Tokyo presso il Club Città all'Italian Progressive Rock Festival (27/30 aprile 2012)
 assieme ai Pooh, ai New Trolls-UT, ai Formula 3 ed alla Locanda delle Fate.
Agli inizi di novembre del 2012, Jimmy Spitaleri annuncia di lasciare la band per continuare i suoi progetti futuri con i Metamorfosi, gruppo progressivo di cui si è sempre sentito parte integrante (tali progetti comprendono la realizzazione di un nuovo lavoro discografico ed una tournée). Contemporaneamente, anche William Dotto fuoriesce dalla band che, quindi, diventa nuovamente un trio, con le parti vocali interamente sostenute da Trentini.
Nel 2013 la band è impegnata in una lunga tournée. Molti concerti sono tenuti assieme a un altro storico gruppo degli anni settanta: i New Trolls.
Nel 2014 troviamo Le Orme partecipanti al Prog Exhibition di Milano e, per la prima volta, si esibiscono sullo stesso palco prima della PFM. La band è sempre impegnata in concerti in tutta Italia.
Nel 2016 viene prodotto Felona e/and Sorona, una rivisitazione dell'album uscito nel 1973, in doppia versione italiana ed inglese. Durante la stagione, Le Orme si esibiscono in 40 concerti sia in Italia che all'estero (Svezia, Belgio e Svizzera).
Nel 2017 viene dato l'annuncio dell'uscita di un nuovo album in studio, contenente tre inediti e rifacimenti di brani storici della band, intervallati da brani classici: il gruppo si avvale di un'orchestra da camera per la realizzazione dell'album, del soprano Marta Centurioni e del tenore finlandese Eero Kaarlo Ilmari Lasorla; il primo inedito svelato del disco (in uscita ad aprile) ha come titolo Sulle ali di un sogno. L'8 febbraio viene annunciata, sul blog del sito ufficiale della band, l'uscita del cantante e bassista Fabio Trentini e l'entrata del nuovo membro Alessio Trapella, a sua volta sostituito da Luca Sparagna nel 2021.

### Anni 2020
Dopo un 2020 segnato dall'impossibilità di eseguire esibizioni dal vivo a causa della pandemia da COVID-19, il gruppo riprende il tour in giro per l’Italia a partire dal luglio del 2021.
A dicembre del 2022 viene annunciato sul sito internet ufficiale de Le Orme l’uscita di un doppio album di inediti che sarà pubblicamente disponibile nel mese di ottobre del 2023; 499 copie saranno tuttavia spedite nel mese di settembre ai fan che le hanno richieste. Avverrà altresì da settembre sino a dicembre il tour di presentazione del doppio album; esso dovrebbe rappresentare un tour d'addio per il gruppo, il quale dovrebbe ufficialmente sciogliersi all'esaurirsi delle date annunciate.
Oltre al nucleo ultimo de Le Orme, costituito da Michi Dei Rossi, Michele Bon, Federico Gava e Luca Sparagna, hanno accettato di partecipare alle registrazioni, e quindi di tornare nella band, Tony Pagliuca (uscito nel 1991), Tolo Marton (uscito nel 1975), Francesco Sartori (uscito nel 1997), Jimmy Spitaleri (uscito nel 2012) e Fabio Trentini (uscito nel 2017). La band avrebbe richiesto anche la partecipazione dell’ex compositore, bassista e voce solista Aldo Tagliapietra, che tuttavia ha rifiutato l’invito.
Il 10 ottobre 2024, a sorpresa, vengono annunciati un nuovo album in studio che vedrà la luce nel 2026 e due nuovi spettacoli in cui  la band proporrà brani altrui, dalla musica del XVIII° secolo ai grandi successi italiani, passando per brani stranieri.

## Formazione
- Michi Dei Rossi – batteria (dal 1967)
- Michele Bon – tastiere (dal 1990)
- Luca Sparagna – voce, basso, chitarra 12 corde, EKO bass-pedal (dal 2021)
- Aligi Pasqualetto – pianoforte e sintetizzatori (dal 2023)

Ex componenti
- Aldo Tagliapietra – voce, chitarra, basso, sitar (dal 1966 al 2009)
- Marino Rebeschini – batteria (dal 1966 al 1967); dopo aver terminato il servizio militare, ha fondato Il Mucchio con la collaborazione di Pino Donaggio; viene a mancare, dopo una breve malattia, il 2 novembre 2022.
- Berto Novello – tastiere (1966); già nella primissima formazione e con Aldo Tagliapietra nei Corals, fu lui a portare Claudio Galieti nelle Orme.
- Giovanni Maria "Nino" Smeraldi – fondatore della band (dal 1966 al 1969); è nato a Venezia il 10 agosto 1944
- Claudio Galieti – basso (dal 1966 al 1969); nato nel 1949 lasciò il complesso per adempiere agli obblighi di leva; residente a Campalto, frazione di Venezia, ha continuato a suonare il basso elettrico per diletto partecipando spesso a jam session e riallacciando i contatti con Smeraldi, Rebeschini e Tagliapietra; viene a mancare improvvisamente il 4 luglio 2016.
- Tony Pagliuca – pianoforte, tastiere (dal 1968 al 1991, 2015, dal 2023 al 2024)
- Dave Baker – batteria (nel 1969)
- Gian Piero Reverberi – pianoforte (nel 1974); ufficialmente riportato come componente nella formazione che incise l'album Contrappunti, ha comunque collaborato ad altri lavori della band come pianoforte/tastiera.
- Tolo Marton – chitarre, voce (dal 1975 al 1976, dal 2023 al 2024); da settembre 1975 a febbraio 1976: l'unico non americano ad aver vinto il "premio Hendrix" a Seattle nel 1998.
- Germano Serafin – chitarre (dal 1976 al 1980)
- Giorgio Mantovan – chitarre (dal 1991 al 1992)
- Francesco Sartori – pianoforte, tastiere (dal 1989 al 1997); coautore di Con te partirò di Andrea Bocelli, lasciò il gruppo per entrare a tempo pieno nella scuderia degli autori della Sugar.
- Andrea Bassato – pianoforte, tastiere, violino (dal 1998 al 2007)
- Fabio Trentini – basso, chitarra acustica, bass pedal e voce (dal 2009 al 2017)
- Jimmy Spitaleri – voce (dal 2010 al 2012)
- William Dotto – chitarra (dal 2010 al 2015)
- Federico 'Tich' Gava – pianoforte e sintetizzatori (dal 2009 al 2012, dal 2020 al 2023)
- Alessio Trapella – voce, basso, chitarra e contrabbasso (dal 2017 al 2021)

## Discografia

### Album in studio
- 1969 – Ad gloriam
- 1970 – L'aurora delle Orme
- 1971 – Collage
- 1972 – Uomo di pezza
- 1973 – Felona e Sorona
- 1974 – Contrappunti
- 1975 – Smogmagica
- 1976 – Verità nascoste
- 1977 – Storia o leggenda
- 1979 – Florian
- 1980 – Piccola rapsodia dell'ape
- 1982 – Venerdì
- 1990 – Orme
- 1996 – Il fiume
- 2001 – Elementi
- 2004 – L'infinito
- 2011 – La via della seta
- 2016 – Felona e/and Sorona
- 2017 – ClassicOrme
- 2019 – Sulle ali di un sogno
- 2023 – Il leone e la bandiera/Le Orme & friends

### Album dal vivo
- 1974 – In concerto
- 2008 – Live in Pennsylvania
- 2009 – Live Orme
- 2010 – Progfiles - Live in Rome
- 2025 – Le Orme in Venice

### Raccolte
- 1993 – Antologia 1970-1980
- 1997 – Anthology
- 1997 – Amico di ieri
- 2005 – Le Orme Studio Collection 1970-1980
- 2005 – 1967-69 - Le origini
- 2008 – The Collection
- 2009 – Le Orme

### Singoli
- 1967 – Fiori e colori/Lacrime di sale
- 1968 – Senti l'estate che torna/Mita Mita
- 1968 – Milano 1968/I miei sogni
- 1969 – Irene/Casa mia
- 1970 – L'aurora/Finita la scuola
- 1970 – Il profumo delle viole/I ricordi più belli
- 1971 – Sguardo verso il cielo/Cemento armato
- 1972 – Gioco di bimba/Figure di cartone
- 1973 – Blue rondo a la turk/Concerto n. 3
- 1973 – Felona/L'equilibrio
- 1974 – Frutto acerbo/Aliante
- 1975 – Sera/India
- 1975 – Amico di ieri/Ora o mai più
- 1976 – Canzone d'amore/È finita una stagione
- 1976 – Regina al Troubadour/Verità nascoste
- 1977 – Se io lavoro/Storia o leggenda
- 1979 – Fine di un viaggio/Il mago
- 1980 – Piccola rapsodia dell'ape/Raccogli le nuvole
- 1982 – Marinai/La notte
- 1982 – Rosso di sera/Sahara
- 1987 – Dimmi che cos'è
- 1990 – L'universo/Chi sono io
- 2001 – Risveglio
- 2004 – L'infinito
- 2011 – La via della seta
- 2017 – Sulle ali di un sogno/Aria

### Altro
Partecipazioni a compilation
- 1976 – Canta e balla le tue corse d'estate (Philips Records) – Comprende Aliante, Collage e Alienazione
- 1997 – Progfest '97 (Pangea/Outer Music) – Comprende Madre mia, Prima acqua, Il vecchio, Il fiume (Pt. 2), Sospesi nell'incredibile, Felona e La solitudine di chi protegge il mondo

Cover
- Sguardo verso il cielo contenuta in Welcome to the Moonlight Circus del gruppo progressive metal dei Black Jester, 1994. La cover è cantata in inglese, col titolo Glance Towards The Sky
- Canzone d'amore, contenuta in Sei felice? degli Aeroplanitaliani, 2005. Gli assoli sono di Federico Poggipollini
- Gioco di bimba, contenuta in Beat ReGeneration dei Pooh, 2008
- Amico di ieri, singolo del 2008 dei Matia Bazar